# بورات (فیلم)
بُرات: یادگیری‌های فرهنگی آمریکا برای انجام منفعت ملت پرشکوه قزاقستان (به انگلیسی: Borat: Cultural Learnings of America for Make Benefit Glorious Nation of Kazakhstan) یک فیلم مستندنمای کمدی محصول سال ۲۰۰۶ به کارگردانی لری چارلز است. عنوان این فیلم عمداً با دستور زبان نادرست انتخاب شده است.
این فیلم داستان یک گزارشگر تلویزیونی قزاق با نقش‌آفرینی بازیگر بریتانیایی ساشا بارون کوهن است که مأموریت می‌یابد که در طول سفر خود به ایالات متحده آمریکا شرح زندگی واقعی مردم آمریکا را ثبت کند. این فیلم با وجود محدودیت‌هایی در نمایش عمومی، به موفقیت تجاری رسید و مورد استقبال منتقدین قرار گرفت. کوهن جایزه گولدن گلوب ۲۰۰۷ برای بهترین بازیگر فیلم موزیکال یا کمدی در نقش بورات را دریافت کرد. همچنین این فیلم نامزد دریافت جایزه بهترین فیلم گولدن گلوب بود. این فیلم نامزد دریافت جایزه بهترین فیلم‌نامه اقتباسی از هفتاد و نهمین دوره جایزه اسکار بود ولی این جایزه به فیلم مرحوم تعلق گرفت.
جنجال‌هایی قبل از پخش عمومی این فیلم ایجاد شد. این فیلم به خاطر هواداری از تبعیض جنسی و محتویات یهودی‌ستیزانه (اگرچه خود کوهن یهودی می‌باشد) مورد انتقاد قرار گرفت. این فیلم در کشورهای عربی به غیر از لبنان ممنوع شد. همچنین دولت روسیه موفق شد به صورت غیررسمی از نمایش این فیلم جلوگیری کند.

## خلاصه داستان
بورات ساگدیف (بارون کوهن) شخصیت مشهور تلویزیونی قزاقستان کشورش را به مقصد «بزرگ‌ترین کشور دنیا»، «ایالات متحده و آمریکا» (US and A) به منظور ساخت فیلم مستندی دربارهٔ «زندگی واقعی» مردم آمریکا و به دستور وزارت اطلاعات قزاقستان (وزارتخانه فرضی می‌باشد) ترک می‌کند. بیشتر صحنه‌های این فیلم مستند باید مربوط به گفتگوهای بورات با مردم آمریکا و رفتار متقابل آمریکائیان با بورات می‌شد.
هنگامی که بورات در نیویورک اسکان می‌یابد با دیدن یک قسمت از سریال تلویزیونی بی‌واچ بلافاصله عاشق یکی از بازیگران این سریال می‌گردد. او در هنگام مصاحبه با یک گروه تبلیغاتی فمینیست‌ها نام و نشانی کامل پاملا اندرسون در شهر لس آنجلس را می‌یابد و در همان زمان نامه‌ای حاوی خبر کشته شدن همسرش توسط یک خرس را دریافت می‌کند و در حین شادمانی از این خبر فکر سفر به لس‌آنجلس و ازدواج با پاملا اندرسون به ذهنش خطور می‌کند. اما همکار تهیه‌کننده‌اش (عظمت) به علت ترس از تکرار حوادث حملات ۱۱ سپتامبر که آن را کار یهودیان می‌داند مخالف هرگونه سفر با هواپیما می‌باشد. در نهایت بورات آموزش رانندگی می‌بیند و یک اتومبیل مخصوص حمل بستنی را برای این سفر خریداری می‌کند. در حین سفر او با گروه‌های متفاوتی از مردم آمریکا از جمله شرکت کنندگان در یک رژه همجنس‌گرایان، سیاست‌مداران و جوانان آمریکایی آفریقایی‌تبار ملاقات می‌کند.
پس از آنکه بورات و عظمت متوجه می‌شوند که صاحب مهمانخانه‌ای که آن‌ها در آن سکنی گزیده‌اند یهودی اند به علت ترس از کشته شدن توسط صاحب مهمانخانه، از مهمانخانه فرار می‌کنند و در حین فرار پول‌های خود را جلوی سوسک‌هایی می‌ریزند زیرا آن دو بر این تصور هستند که آن سوسک‌ها در واقع صاحبان مهمانخانه می‌باشند که تغییر شکل داده‌اند. عظمت پیشنهاد می‌کند که هر دوی آن‌ها به نیویورک بازگردند (زیرا او تصور می‌کند که در نیویورک یهودی وجود ندارد). در همین حال بورات سعی می‌کند که یک تپانچه برای حفاظت خود در برابر یهودیان خریداری می‌کند ولی پس از آنکه متوجه می‌شود به علت آنکه شهروند آمریکا نیست نمی‌تواند اسلحه بخرد، یک خرس برای حفاظت خود خریداری می‌کند.
در هتل محل اقامت، هنگامی که بورات در موقع خروج از حمام عظمت را در حال استمناء بر روی عکس پاملا اندرسون که بر روی جلد کتاب بی‌واچ نقش بسته است می‌بیند؛ به شدت از این موضوع خشمگین می‌شود و علت اصلی پیشنهاد برای این سفر را به عظمت می‌گوید. عظمت که از این فریبکاری بورات عصبانی می‌شود، درحالی که کاملاً برهنه می‌باشد شروع به ایجاد سرو صدا می‌کند؛ و پس از درگیری فراوان بین بورات و عظمت، در نهایت نیروهای امنیتی آن‌ها را از یکدیگر جدا می‌کنند.
پس از این حادثه عظمت از بورات جدا می‌شود و بورات تصمیم می‌گیرد که سفر را به تنهایی ادامه دهد، درمیانه راه او باچندین نفر دیگر همسفر می‌شود. پس از آنکه همراهان او متوجه علت سفر بورات می‌شوند فیلم پرنوی خصوصی پاملا اندرسون را به او نشان می‌دهند و به او می‌گویند که پاملا باکره نیست. بورات پس از اطلاع از این موضوع، افسرده می‌شود و کتابچه بای واچ را آتش می‌زند. برات دلشکسته از این موضوع تصمیم به بازگشت می‌گیرد اما به‌طور اتفاقی سر از یک مراسم کلیسایی که مسیحیان برای ظهور عیسی مسیح تدارک دیده‌اند در میاورد و با آموزه‌های کشیش تصمیم به بخشش پاملا اندرسون گرفته و راهی لس آنجلس می‌شود. بورات در لس آنجلس به صورت تصادفی عظمت را می‌بیند و با یکدیگر آشتی می‌کنند، عظمت مکانی را که بورات می‌تواند پاملا اندرسون را بیابد به او نشان می‌دهد در مراسم امضای یکی از کتاب‌های پاملا، بورات با توجه به رسم قدیمی عروس‌دزدی که در بخشی‌هایی از آسیای میانه رایج است، تصمیم به ربودن پاملا می‌گیرد که توسط نیروهای امنیتی دستگیر می‌شود در نهایت او با یک روسپی ازدواج می‌کند و به قزاقستان بازمی‌گردد.

## نقش‌ها

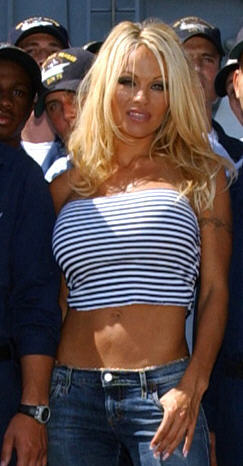
پاملا اندرسون

- ساشا بارون کوهن در نقش بورات: بورات یک روزنامه‌نگار خیالی از قزاقستان می‌باشد او شخصیتی به شدت ضد زن و ضد یهودی دارد که ظاهراً نمادی از فرهنگ کشورش است. شخصیت اصلی بورات از شخصیتِ نمایش Da Ali G Show برگرفته شده است.
- کن داویتیان در نقش عظمت باتاگف: عظمت در واقع یک تهیه‌کننده و مدیر بورات است.
- شخصیتِ بُرات در فهرستِ ۱۰۰ مردِ غیرِ سکسی مجلهٔ بوستون فینیکس قرار گرفت.[۵]
- پاملا اندرسون در نقش خودش: پاملا اندرسون نقش اساسی در فیلم ایفا می‌کند و علت اصلی سفرِ بُرات در سراسر آمریکا است.[۶]
- لونل کمپبل در نقش لونل روسپی.
- پیتر بینهام

## تولید
به جز نقش‌های پاملا اندرسون، کوهن، لئونل و عظمت، سایر نقش‌ها توسط نابازیگران اجرا
شد. بنا بر گفته کوهن بیش از ۴۰۰ ساعت تصویر برای این فیلم گرفته شد و حرکات طنز کوهن باعث ۹۱ بار فراخوانی کوهن توسط پلیس شد. تمامی شخصیت‌ها و مکان‌های این فیلم مکان‌های فرضی می‌باشند بیشتر صحنه‌های مربوط به روستایی که بورات در آن زندگی می‌کند در رومانی فیلمبرداری شده است. در این فیلم هیچگاه از زبان قزاقی استفاده نشده است همسایگان بورات در روستای محل زندگی اش، در واقع به جای مردم واقعی قزاقستان، رومانیایی‌هایی هستند که از موضوع فیلم اطلاعی ندارند. رسم‌الخط مورد استفاده در این فیلم به اشتباه به جای قزاقی به خط روسی می‌باشد همچنین در گویش‌ها و زبان نیز مشکلاتی وجود دارد در حالیکه کوهن درنقش بورات به زبان عبری سخن می‌گوید کن دیویشن در نقش عظمت به زبان ارمنی سخن می‌گوید.

## جنجال‌ها

### طلاق پاملا اندرسون
روزنامه نیویورک پست در نوامبر ۲۰۰۶ اعلام کرد که کید راک همسر پاملا اندرسون قصد جدایی از او را به علت شرکت در این فیلم دارد کید راک دربارهٔ نقش آفرینی پاملا اندرسون خطاب به او گفت: «تو یک فاحشه‌ای، تو یک هرزه‌ای، چگونه تونستی در این فیلم بازی کنی». پاملا اندرسون دربارهٔ این موضوع گفته است که اگرچه کید راک از ایفای نقش او در این فیلم ناراحت بوده است ولی دلیل جدایی آن دو این موضوع نبوده است. پاملا اندرسون ادعا کرد که او و کید راک قبلاً هم مشکلاتی دربارهٔ زندگیشان داشتند و کید راک به بهانه بازی پاملا در فیلم بورات از او جدا شد.

### اتهام نژادپرستی
اهالی روستای رومانیایی که به عنوان روستای محل زندگی بورات در نظر گرفته شده بود از سازندگان این فیلم شکایت کردند آن‌ها اعلام کردند که بدون آنکه آن‌ها از موضوع فیلم اطلاع داشته باشند اعضای این روستا را زناکار و نادان توصیف کرده است. در حالیکه این افراد درخواست ۳۸ میلیون دلار خسارت را کرده بودند تنها بین ۷۰ تا ۱۰۰ دلار به آن‌ها پرداخت شد.
یک سازمان حمایت از حقوق مردم روما (کولیان اروپا) به خاطر اشاره این فیلم به کلمه جیپسی (کولی) که لغتی توهین‌آمیزی برای اشاره به مردم روما به‌شمار می‌آید مورد انتقاد قرار داد و شکایتی علیه این فیلم تنظیم کرد شرکت توزیع‌کننده فیلم اعلام کرد که این صحنه را از فیلم حذف خواهد کرد. پیش از نمایش عمومی فیلم یک گروه حامی یهودیان از شخصیت ضدیهودی بورات انتقاد کرد، این سازمان اعلام کرد که این فیلم ممکن است باعث افزایش تعصبات ضدیهودی برخی از بینندگانی شود که به مضمون کمدی فیلم توجه نمی‌کنند.